# Ennio Francia
Ennio Francia (Roma, 23 dicembre 1904 – Roma, 8 febbraio 1995) è stato un presbitero, critico d'arte e storico dell'arte italiano.

## Biografia
Cominciò gli studi presso la Schola Cantorum di San Salvatore in Lauro e fece parte, con il compositore Goffredo Petrassi del Coro della Cappella Giulia di San Pietro. Conseguì le lauree in filosofia, teologia e legge frequentando l'Ateneo del Laterano e l'Università di Roma La Sapienza. A quegli anni risale la prima collaborazione a quotidiani e a riviste con la rubrica di critica d'arte di cui per molti anni fu titolare. Collaboratore e minutante della Segreteria di Stato dal 1939 al 1958, lavorò a stretto contatto con Pio XII, papa che ammirava, e con il giovane Mons. Giovanni Battista Montini (il futuro Paolo VI).
Collaboratore de l'Osservatore Romano e de l'Avvenire non solo per la critica d'arte ma anche per la cronaca politica, sotto la dittatura fascista i suoi editoriali fecero sequestrare quattro volte i quotidiani (i due giornali della Chiesa non erano, infatti, sottoposti a censura preventiva, ma una volta pubblicati potevano essere sequestrati nelle edicole se contenevano notizie sgradite al regime). Ciò lo fece allontanare dalla vita politica, confinandolo alla critica d'arte. Uomo conservatore ma anti-fascista, si impegnò durante l'occupazione tedesca di Roma del 1943-1944 per proteggere ebrei e comunisti dalle persecuzioni.
Nel dopoguerra, collaborò anche a Il Popolo, organo della Democrazia Cristiana, per la cultura e la critica d'arte, ma questo non gli impedì di essere spesso critico (e sempre sarcastico) nei confronti di alcuni atteggiamenti dei politici cattolici. Tra i politici, stimava Oscar Luigi Scalfaro. Una stima ricambiata dalla sua partecipazione alla Messa degli Artisti. Scalfaro presenziò ai festeggiamenti per il suo novantesimo compleanno presso il Caffè Greco di Roma quando era Presidente della Repubblica. Legato da profonda amicizia a un gruppo di preti contro-corrente, tra i quali Don Giuseppe De Luca e Don Giuseppe Sandri, e a romanisti tra i quali Fortunato Bellonzi, scrisse con quest'ultimo anche una guida alla città di Roma.
Nel 1957, Mons. Francia divenne Canonico di San Pietro in Vaticano e in questa qualità gli venne assegnato un appartamento nel Palazzo dei Canonici. Ebbe la fortuna di ricevere uno dei due appartamenti dotati di un enorme terrazzo sotto la cupola del Michelangelo. Il terrazzo, che si presentava del tutto spoglio agli inizi, divenne presto un giardino fiorito, e il luogo di ritrovo degli artisti che seguivano la Messa degli Artisti da lui fondata. Dopo la sua morte, è subentrato come Canonico, rilevandone anche l'appartamento, Mons. Pablo Colino.
Quando nel 1976 divenne Sindaco di Roma lo storico d'arte Giulio Carlo Argan, eletto come indipendente nelle liste del Partito comunista italiano, Mons. Francia inviò il seguente telegramma di congratulazioni: “Gioisco per la città di Roma”. Nel 1992, tuttavia, quando Giulio Carlo Argan attaccò “le peccaminose architetture che esistono in territorio vaticano” (La Repubblica, 10 giugno 1992), Mons. Francia replicò che quei peccati incominciarono già nel 1539 da parte di Antonio da Sangallo, e che né Michelangelo né Bernini potevano considerarsi estranei a quei peccati (La Repubblica, 17 giugno 1992).
Alla sua morte, lasciò al Vaticano un ingente patrimonio di opere d'arte, e anche un consistente patrimonio economico (un patrimonio che, secondo i maligni, costruì grazie alla sua nota avarizia, unico dei peccati, insieme con la lussuria, di cui si ritenesse colpevole). Il patrimonio economico era destinato nelle sue intenzioni a fondare una Casa di riposo per preti e artisti poveri, un progetto che la Canonica Vaticana non ha mai messo in atto, anche se ricava dal patrimonio le risorse per opere di carità.

## La costruzione del Nuovo San Pietro e i Musei Vaticani

### L'arte contemporanea nei Musei Vaticani
Nella sua qualità di Canonico di San Pietro e di storico dell'arte, si prodigò notevolmente per conservare adeguatamente i Musei Vaticani e aprirli all'arte contemporanea.
Già nel 1956, Mons. Ennio Francia si pose il problema di rendere i Musei Vaticani anche aperti all'arte contemporanea, prima con l'apertura di una stanza, e successivamente di una vera e propria sezione. Ennio Francia fu chiamato a presiedere la Commissione incaricata di selezionare gli artisti.

### Gli studi sulla costruzione del Nuovo San Pietro
Ennio Francia sfruttò la sua posizione di Canonico di San Pietro per studiare approfonditamente la costruzione del nuovo San Pietro. Il suo studio più importante è infatti dedicato alla storia dell'edificazione della Chiesa di San Pietro, opera in due volumi nella quale per la prima volta portò alla luce molti documenti inediti custoditi negli Archivi Vaticani.

## La Messa degli Artisti
Già nel 1940 Ennio Francia, o nel 1943 su ispirazione di Carlo Trabucco che già l'aveva iniziata a Torino, fondò la Messa degli Artisti, che trovò sede nel 1953 a Roma presso la Basilica di Santa Maria in Montesanto a Piazza del Popolo e molte altre ramificazioni in varie città italiane. In quegli anni, Mons. Francia fu animatore di un movimento di artisti romani e italiani, cattolici ma non solo. Frequentatori della Messa degli artisti e suoi amici furono gli architetti Enrico Del Debbio e Manfredi Nicoletti, gli artisti Diego Pettinelli, Alfredo Biagini, Lucio Fontana, Ottone Rosai, Giacomo Manzù, Orfeo Tamburi, Mino Maccari, Domenico Purificato, Giuseppe Capogrossi, Emilio Greco, Fausto Pirandello, Gino Severini, Pericle Fazzini, Ugo Attardi, Giulio Turcato, Sante Monachesi, Eugen Drăguţescu, Carlo Quattrucci, Riccardo Tommasi Ferroni, Ennio Calabria, Adriano Pompa; i musicisti Goffredo Petrassi, Alfredo Casella, Carlo Zecchi, Franco Ferrara, Pina Carmirelli, Gioconda De Vito, Giovanni Fusco, Adriana Fusco, Corrado Archibugi, Severino Gazzelloni, Boris Porena, Pablo Colino, Michele Paradiso, gli attori Dina Perbellini, Edoardo De Filippo, Alberto Sordi, Vittorio Gassman, Rossella Falk, Riccardo Cucciolla, gli scrittori Giovanni Papini, Giuseppe Ungaretti, Maria Bellonci, Raffaello Lavagna, gli studiosi Ugo Spirito e Goffredo Bellonci e tanti altri.
Il 16 aprile 2011 è stata presentata una targa commemorativa in ricordo di Monsignor Ennio Francia, presso la Basilica di Santa Maria in Montesanto (Piazza del Popolo, Roma), in occasione dei 70 anni della Messa degli Artisti. Le parole di Mons. Francia iscritte sono state:
"Amo gli artisti perché sono stati loro ad insegnarmi ad amare di più Dio...."
"Adesso che son vecchio mi glorio di essere stato con loro se non proprio uno di loro; mi hanno aiutato a vivere, a capire le cose e la natura come la realtà di Dio, la vita come dono stupendo e talora straziante e la presenza dell'arte come la presenza dello Spirito".
In occasione del venticinquennale dalla morte di Mons. Francia, è stata inaugurata una lapide commemorativa accanto all'altare principale: 
S. MARIAE IN MONTESANCTO BASILICA
MISSAEQUE ARTIFICUM FIDELES
ENNIO FRANCIA (MCMIV - MCMXCV)
PRESBYTERO ET ARTIUM PERITO
QUI OPEROSUS PASTOR
SVPERNAE PVLCHRITVDINIS FIDVS TESTIS
ARTIFICVM MISSAM INSTITVERAT
ISPSQVE STVDIOSE L ANNOS DIREXERAT
IN MEMORIAM
EIVS SAPIENTIS ANIMOSIQVE VERBI
DICARVNT.

## Opere dedicate a Mons. Ennio Francia
Molti artisti dedicarono a Mons. Francia le loro opere. Il suo amico di una vita, Goffredo Petrassi, gli dedicò i Quattro Inni Sacri del 1942.
Don Francia scrisse anche testi per i suoi amici musicisti. Nel 1941, scrisse il testo per l'Oratorio Sacro La cantata profetica, per soli, coro e orchestra, ricavato dal Salmo 83, musicato da Giovanni Fusco e commissionato dalla Rai. Anche Fusco, come Francia e Petrassi, era stato tra i cantori di San Salvatore in Lauro.
Diversi artisti, tra il serio e il faceto, lo fecero comparire nelle loro opere. Ad esempio, Emilio Greco lo ritrasse, insieme all'amico Fortunato Bellonzi, nella porta in bronzo del Duomo di Orvieto. Altri artisti, tra i quali Eugen Drăguţescu e Carlo Quattrucci, gli fecero invece il ritratto.

## La Perpetua di Monsignor Francia
Da quando si trasferì nel Palazzo dei Canonici in Vaticano, visse fino alla morte insieme all'anziana perpetua veneta Raffaella Peruzzato, detta Raff. I molti commensali che affollavano la tavola di Mons. Francia, e che apprezzavano l'arte culinaria della Raff, presero l'abitudine di donare alla Raff i loro bozzetti con dedica personalizzata, consentendole di mettere da parte una collezione di mini opere d'arte. Secondo alcuni, gli artisti intendevano così anche integrare il non lauto stipendio che la Raff riceveva dal suo Monsignore.

## Relazioni familiari
Ennio Francia aveva due sorelle, Adelina e Andreina, e un fratello, Armando. Il figlio di sua sorella Adelina e di suo cognato Corrado Archibugi è l'urbanista Franco Archibugi. Tra i suoi pronipoti, il drammaturgo Luca Archibugi, il filosofo Daniele Archibugi e la regista Francesca Archibugi. Quest'ultima, nel suo film Vivere Archiviato il 4 settembre 2019 in Internet Archive. (2019) fa vedere le due chiese gemelle di Piazza del Popolo (Roma), Santa Maria in Montesanto e Santa Maria dei Miracoli, tanto che il personaggio Mary Ann le usa come metafora delle differenze anche tra i simili, senza nascondere la superiorità della Chiesa che ospita la Messa degli Artisti.

## Opere di Ennio Francia
- Ennio Francia, Paul Claudel, Morcelliana, Brescia, 1947.
- Fortunato Bellonzi e Ennio Francia, Roma, Città del Vaticano, dintorni di Roma; guida artistica, Vallerini, Milano, 1950.
- Ennio Francia, Chateaubriand, Morcelliana, Milano, 1958.
- Ennio Francia, Tesori della Pinacoteca Vaticana, Martello, Milano, 1964.
- Ennio Francia, Storia dell'arte paleocristiana, A. Martello, Milano, 1969.
- Ennio Francia, Delfina de Custine, Luisa Stolberg, Giulietta Récamier a Canova. Lettere inedite, Edizioni di storia e letteratura, Roma, 1972.
- Ennio Francia, Storia della Costruzione del nuovo San Pietro, 1506-1606, De Luca Editore, Roma, 1977.
- Ennio Francia, Il Cristo ritrovato, De Luca Editore, Roma, 1986.
- Ennio Francia, Storia della costruzione del nuovo San Pietro, da Michelangelo a Bernini, De Luca Editore, Roma, 1989.
- Ennio Francia e Alberto Maltese, Albert Friscia. Ediz. illustrata, Leonardo Arte, Milano, 1989.
- Ennio Francia, I 50 anni della Messa degli Artisti, Comitato Romano Messa degli Artisti, Roma, 1990.
- Ennio Francia, Seminaristi e preti di Roma, Palazzotti, Roma, 1994.